# Distretto di Rashidan
Il distretto di Rashidan è un distretto dell'Afghanistan appartenente alla provincia di Ghazni. Viene stimata una popolazione di 9 148 abitanti (stima 2016-17).